# Rawreth
Rawreth – wieś w Anglii, w hrabstwie Essex, w dystrykcie Rochford. Leży 16 km na południowy wschód od miasta Chelmsford i 50 km na wschód od Londynu.